# Výpony lýtek

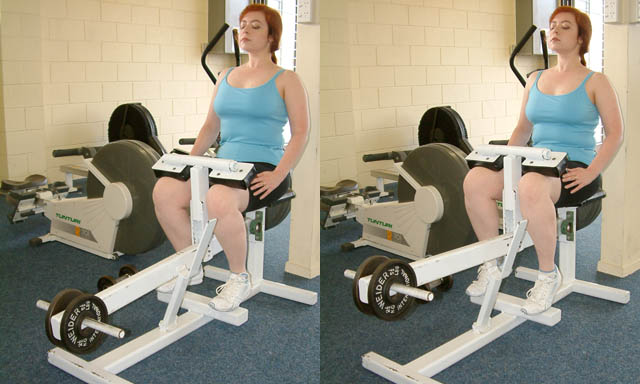
Výpony lýtek v sedě

Výpony lýtek jsou metoda cvičení na lýtkové svaly.  Účelem je vytvořit napětí v lýtkách, takže se nepokládají paty až na zem. Pohyb je plynulý a pomalý. Zatímco gastrocnemius více pracuje vestoje, soleus se aktivuje vsedě.

## Postup
1. Sedneme si na posilovací přístroj na výpony. Pod špičky lze dát podložku, 5–10 cm, nohy jsou pokrčené v kolenou do 90 stupňů.
2. Na přední stranu stehen se umístí páka přístroje nebo osa činky.
3. Nezaklánět se a trup musí být vzpřímený. Nutno tlačit paty co nejvýše a ve vrchní pozici vydržet 1 – 2 sec., poté paty dolů pod úroveň podložky, měli bychom cítít protažení v lýtkových svalech.